# Hamamelidaceae
Hamamelidaceae é uma família de plantas angiospérmicas (plantas com flor - divisão Magnoliophyta), pertencente à ordem Saxifragales.
A ordem à qual pertence esta família está por sua vez incluida na classe Magnoliopsida (Dicotiledóneas): desenvolvem portanto embriões com dois ou mais cotilédones.

## Géneros
Esta família contém 27 géneros e entre 80 a 90 espécies:
- Chunia
- Corylopsis
- Dicoryphe
- Disanthus (1 espécie; Ásia oriental)
- Distiliopsis
- Distylium (cerca de 10 espécies; Ásia oriental)
- Embolanthera
- Eustigma
- Exbucklandia (1 espécie; sudeste asiático)
- Fortunearia (1 espécie; China oriental)
- Fothergilla  (3 espécies; sudeste dos Estados Unidos)
- Hamamelis (4 espécies)
- Loropetalum (2 espécies)
- Maingaya
- Matudaea
- Molinadendron
- Mytilaria
- Neostrearia
- Noahdendron
- Ostrearia
- Parrotia
- Parrotiopsis
- Rhodoleia
- Sinowilsonia
- Sycopsis
- Tetrathyrium
- Trichocladus